# 3999 Аристарх
3999 Аристарх (лат. 3999 Aristarchus) је астероид главног астероидног појаса са пречником од приближно 18,14 .
Афел астероида је на удаљености од 2,758 астрономских јединица (АЈ) од Сунца, а перихел на 2,160 АЈ.
Ексцентрицитет орбите износи 0,121, инклинација (нагиб) орбите у односу на раван еклиптике 2,547 степени, а орбитални период износи 1408,550 дана (3,856 године).
Апсолутна магнитуда астероида је 12,40 а геометријски албедо 0,058.
Астероид је откривен 5. јануара 1989. године. Име је добио по старогрчком астроному и математичару Аристарху.